# Andrew Driver
Andrew David Driver (ur. 12 listopada 1987 w Saddleworth) – angielski piłkarz, występujący na pozycji lewego pomocnika bądź skrzydłowego.
Od początku kariery piłkarskiej do 2013 roku związany ze szkockim klubem Heart of Midlothian. W pierwszym składzie klubu debiutował dnia 26 sierpnia 2006 roku, w meczu przeciwko Inverness Caledonian Thistle. W meczu tym, grał przez 19 minut. Na początku 2013 przeszedł do Houston Dynamo. W 2015 roku trafił do Aberdeen, a następnie do De Graafschap.